# Nguyễn Duy Giảng
Nguyễn Duy Giảng (sinh ngày 25 tháng 7 năm 1966) là Kiểm sát viên Viện kiểm sát nhân dân tối cao của Việt Nam. Ông hiện giữ chức vụ Phó Viện trưởng Viện kiểm sát nhân dân tối cao. Ông nguyên là Viện trưởng Viện kiểm sát nhân dân thành phố Hà Nội (2017-2020), Vụ trưởng Vụ thực hành quyền công tố và kiểm sát điều tra án kinh tế chức vụ (Vụ 3) Viện kiểm sát nhân dân tối cao Việt Nam.

## Tiểu sử
Nguyễn Duy Giảng sinh ngày 25 tháng 7 năm 1966 tại tỉnh Hà Tĩnh.
Năm 2009, ông bắt đầu làm nghiên cứu sinh Tiến sĩ Luật học tại Đại học Quốc gia Hà Nội.
Nguyễn Duy Giảng có bằng tiến sĩ Luật học chuyên ngành Luật Hình sự.
Luận văn của ông có tiêu đề "Các chủ thể tiến hành tố tụng trong Luật Tố tụng hình sự Việt Nam trước yêu cầu cải cách tư pháp" do PGS.TS Trần Văn Độ hướng dẫn tại Đại học Quốc gia Hà Nội.
Nguyễn Duy Giảng từng giữ các chức vụ: Phó viện trưởng Viện kiểm sát nhân dân tỉnh Hà Tĩnh, Phó Vụ trưởng Vụ tổ chức cán bộ, Phó vụ trưởng và Vụ Trưởng Vụ Thực hành quyền công tố và kiểm sát điều tra án kinh tế Viện kiểm sát nhân dân Tối cao.
Ngày 25 tháng 6 năm 2012, Chủ tịch nước Trương Tấn Sang ký Quyết định số 885/QĐ-CTN bổ nhiệm chức danh Kiểm sát viên Viện kiểm sát nhân dân tối cao cho ông Nguyễn Duy Giảng.
Ngày 17 tháng 12 năm 2015, Nguyễn Duy Giảng được Chủ tịch nước Việt Nam Trương Tấn Sang bổ nhiệm chức danh Kiểm sát viên Viện kiểm sát nhân dân tối cao.
Từ năm 2015 đến năm 2016, Nguyễn Duy Giảng là Vụ trưởng Vụ thực hành quyền công tố và kiểm sát xét xử hình sự (Vụ 1) Viện kiểm sát nhân dân tối cao Việt Nam.
Từ ngày 1 tháng 6 năm 2017, ông được Viện trưởng Viện kiểm sát nhân dân tối cao Việt Nam Lê Minh Trí điều động, biệt phái giữ chức vụ Viện trưởng Viện kiểm sát nhân dân thành phố Hà Nội theo quyết định số 18/QĐ-VKSTC ngày 25 tháng 5 năm 2017. Lúc này ông đang là Kiểm sát viên Viện kiểm sát nhân dân tối cao, Vụ trưởng Vụ thực hành quyền công tố và kiểm sát điều tra án kinh tế chức vụ, Viện kiểm sát nhân dân tối cao.
Năm 2017, ông còn là Bí thư Ban cán sự Đảng Cộng sản Việt Nam tại Viện kiểm sát nhân dân thành phố Hà Nội..
Tính đến tháng 9 năm 2017, Nguyễn Duy Giảng đã có 30 năm tuổi Đảng Cộng sản Việt Nam, và 29 năm công tác trong ngành kiểm sát.
Kể từ ngày 5 tháng 6 năm 2020, Kiểm sát viên Viện kiểm sát nhân dân tối cao Nguyễn Duy Giảng, Viện trưởng Viện kiểm sát nhân dân thành phố Hà Nội, được bổ nhiệm giữ chức vụ Phó Viện trưởng Viện kiểm sát nhân dân tối cao. Người được bổ nhiệm cùng với ông là bà Nguyễn Hải Trâm, Kiểm sát viên VKSND Tối cao, Vụ trưởng Vụ Thực hành quyền công tố và kiểm sát điều tra án tham nhũng, chức vụ (Vụ 5).

## Phong tặng
- Huy hiệu 30 năm tuổi Đảng Cộng sản Việt Nam (trao ngày 7 tháng 9 năm 2017 theo quyết định số 2514-QĐ/TU ngày 15/08/2017 của Thành ủy Hà Nội)[1]
- Danh hiệu Chiến sĩ thi đua Toàn quốc (trao năm 2015 tại Đại hội thi đua yêu nước Toàn quốc lần thứ 9)[1]